# Оймапінар (гребля)
Гребля Оймапінар (тур. Oymapınar Barajı ve Hidroelektrik Santrali) — арочна гребля побудована на річці Манавгат, Анталія, Туреччина.
На момент відкриття у 1983 році Оймапінар була 3-ю за висотою греблею в Туреччині, на середину 2010-х вона займає 5-те місце. ГЕС Оймапінар має чотири турбіни потужністю 135 МВт кожна. Загальна потужність ГЕС становить 540 МВт. 45 % від виробленої електроенергії споживає алюмінієвий комбінат в Сейдишехір.

## Спорудження
Будівництво почалося у 1977 році і було завершено у 1984 році. Будівництво велося швейцарською компанією Bilfinger Berger.

## Галерея

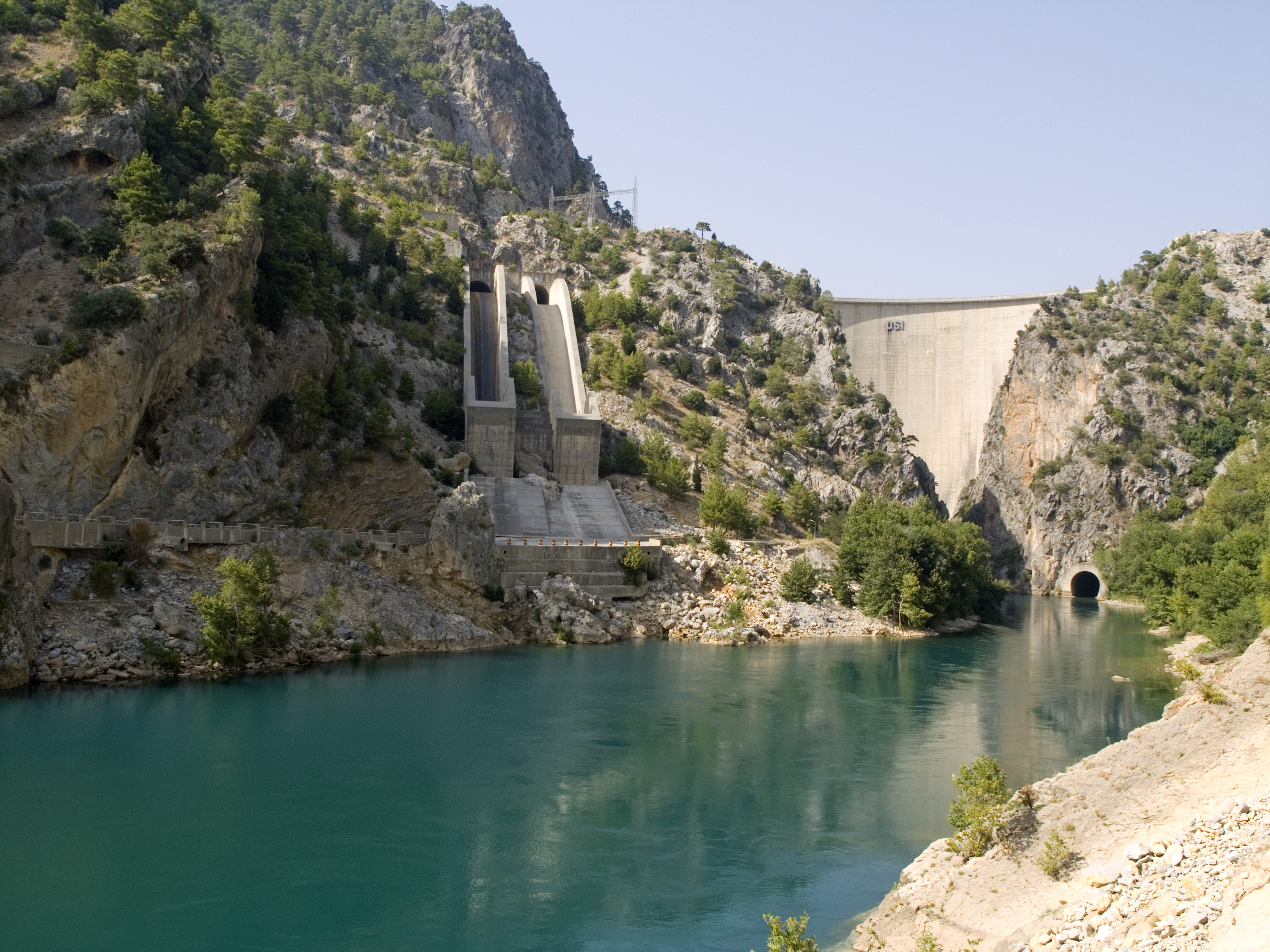
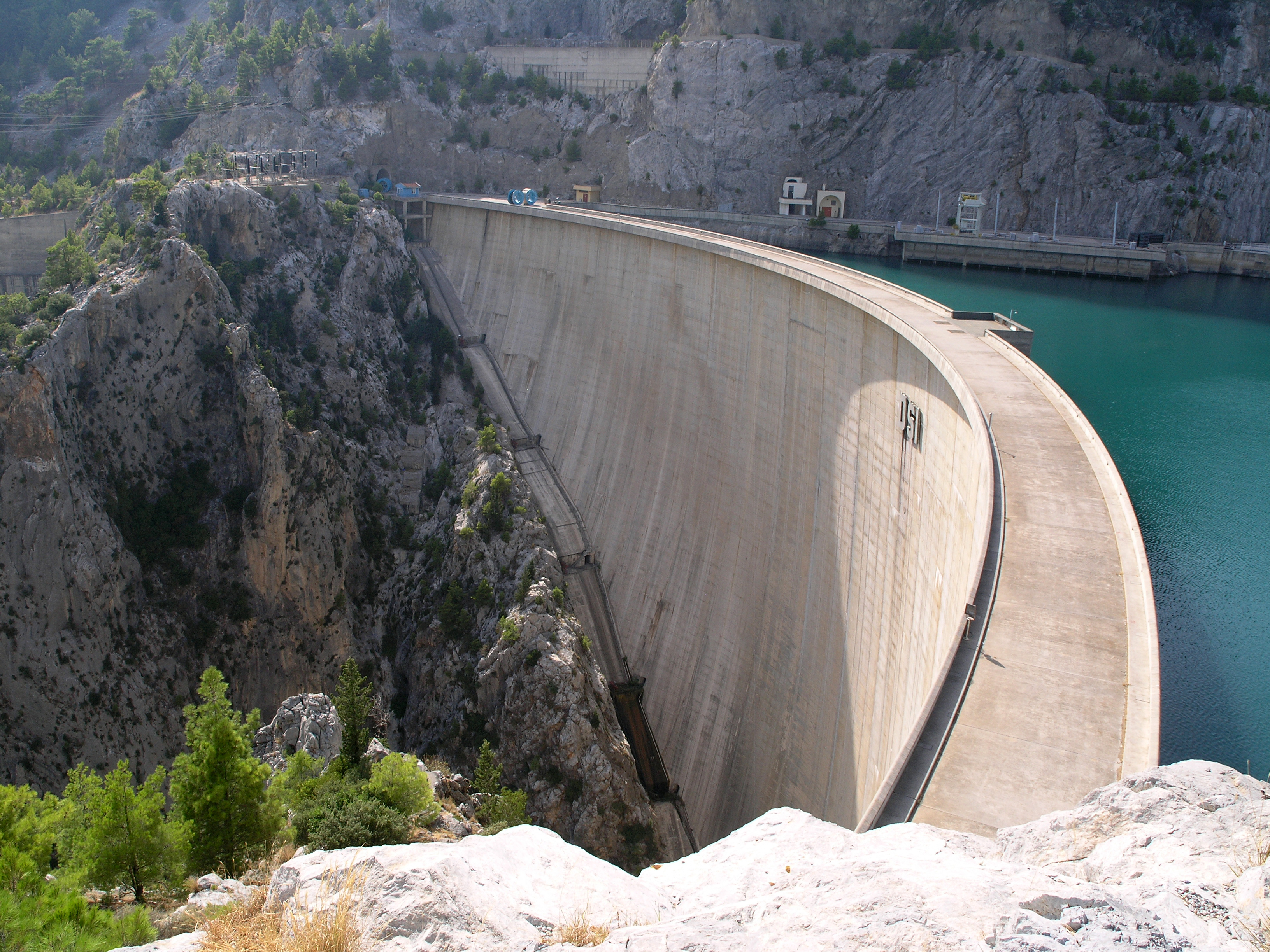
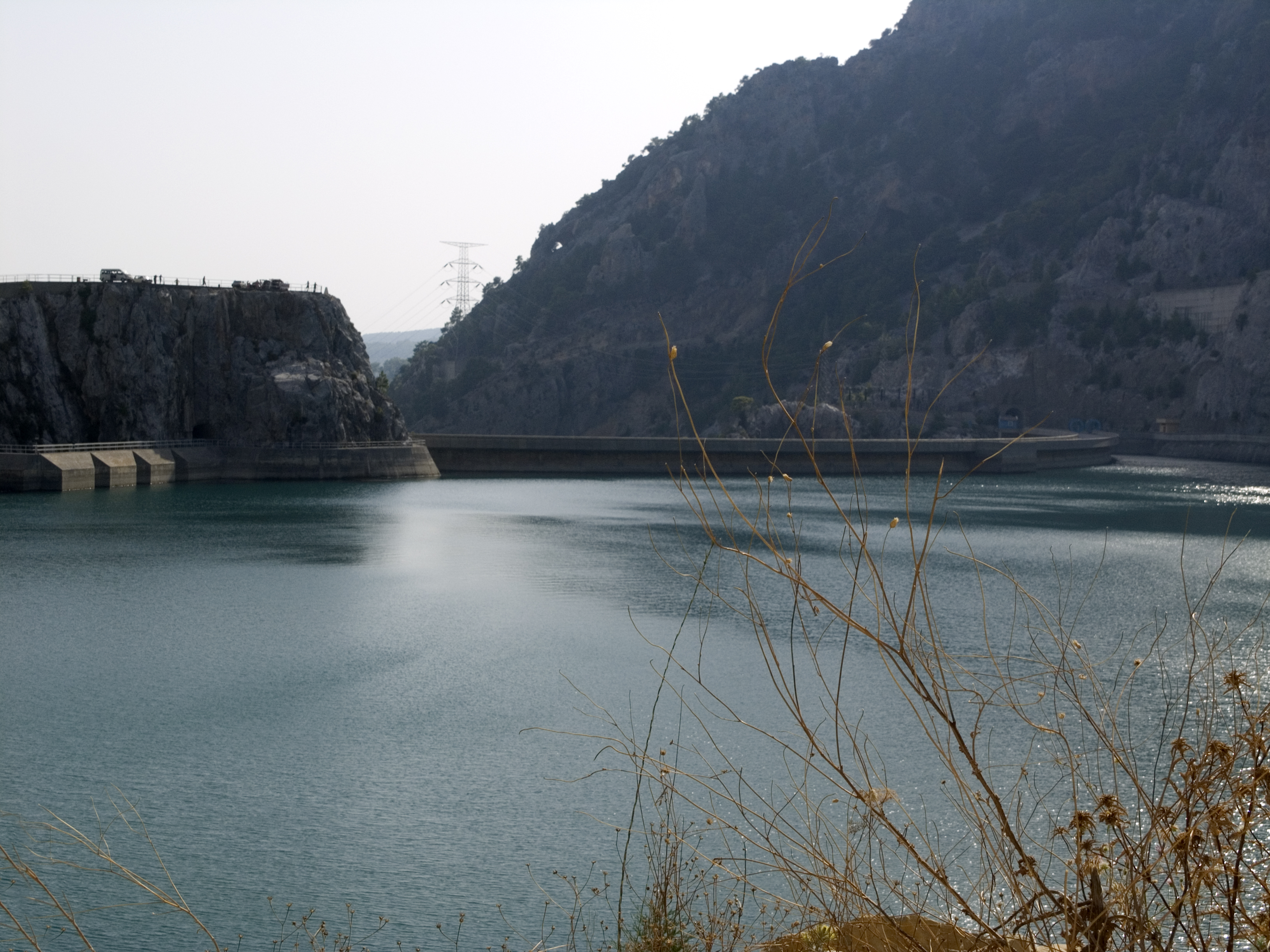

## Технічні дані[1]
- Призначення — виробництво електроенергії
- Тип дамби — бетонна арка об'ємом 676 000 м³
- Об'єм водосховища — 300 млн м³
- Площа водосховища — 470—500 га
- Довжина гребеня дамби — 454 м
- Водозлив — 2,800 м³/с
- Донний випуск води — 350 м³/с
- Потужність — 540 МВт
- Середньорічне вироблення — 1620 000 МВт·год/рік